# Дом-музей Голубкиной
Дом-музей А. С. Голубкиной — мемориальный дом-музей скульптора Анны Семёновны Голубкиной, отдел музея «Зарайский Кремль».
Музей был открыт в 1974 году в доме, ранее принадлежавшем семье Голубкиных. Дом находится в исторической части Зарайска на участке, приобретенном дедом скульптора П. С. Голубкиным. В экспозиции представлены мемориальные вещи и ряд произведений А. С. Голубкиной, а также гипсовые отливы с её работ, главным образом хранящихся в Государственном Русском музее. В залах второго этажа воспроизведена обстановка жилых комнат.
Небольшой по размеру, типичный провинциальный мещанский дом (семья Голубкиной занималась коммерчески ориентированным огородничеством), деревянный, на каменном основании, всем своим видом выдает патриархальный уклад и образ жизни семьи. Выкрашенный в белый и синий цвет, дом стоит под сенью раскидистого дерева, фасадом на улицу, в нескольких сотнях метров от автовокзала, куда прибывают автобусы из Москвы. Во внутреннем дворе — поясной бюст Голубкиной. Непосредственно за музеем в советские годы возведено многоэтажное здание, однако тихая улица перед ним отчасти сохранила свой первоначальный вид тихой улицы уездного города.
В последние годы жизни Голубкина часто возвращалась в Зарайск в свой родной дом, скончалась в Зарайске и там была похоронена (могила сохранилась).
- Адрес: 114600, Московская область, г. Зарайск, ул. Дзержинского, д.38 (вход со двора)
- Проезд: Автобусом № 330 от станций метро Котельники